# Каспер (Вайоминг)
Каспер (англ. Casper) — второй по величине город в штате Вайоминг. В городе проживают 59 038 жителей. Каспер является административным центром округа Натрон и расположен на реке Норт-Платт у подножия горы Каспер (Скалистые горы).

## История
Город был основан восточнее бывшего форта Каспер, построенного еще в середине XIX века, в период массовой миграции на запад белых переселенцев в поисках свободной земли вдоль Орегонской тропы. Каспер был основан на берегу реки Норт-Платт, в конце XIX века. Благодаря своему расположению на пересечении всех основных дорог, ведущих на запад страны — Орегонской, Мормонской, Бриджерской, Бозменской и Пони Экспресс, регион быстро развивается. Мормонская и Орегонская дороги носят название «национальных исторических дорог».

## География
Каспер расположен в 42°50′05″ с. ш. 106°19′30″ з. д.. Ближайшие крупные города: Денвер, штат Колорадо, Шайенн, штат Вайоминг, Солт-Лейк Сити, штат Юта, Биллингс, штат Монтана, Рэпид-Сити, штат Южная Дакота. Город находится у подножия горы Каспер (высота 183 метров, но очень длинный пологий спуск (2 с лишним километра), по которому удобно кататься зимой на лыжах). Вокруг города — несколько озер и рек.
Согласно данным бюро статистики США, город занимает общую площадь 63 км², из которых 62 км² приходится на сушу и 0.78 км² — на водные ресурсы. Всего 1,32 % общей площади города занято водой.

### Климат
Каспер, как и остальной Вайоминг, имеет полупустынный климат (BSk согласно классификации климата Кёппена) с длинной, холодной, но сухой зимой, жарким и преимущественно засушливым летом, мягкой весной, а также короткой и ярко выраженной осенью. Среднемесячные максимумы варьируются от 1.8 C° в январе к 31.2 C° в июле. Летом, ночная температура воздуха в Каспере часто значительно ниже дневной. Сильные снегопады обычно бывают в городе в течение зимних месяцев, но наибольшее количество осадков в виде снега приходится на апрель. Больше всего осадков выпадает в Каспере весной и в начале лета, но даже тогда их количество не значительно.
- Среднегодовая температура — +7,4 C°
- Среднегодовая скорость ветра — 5,2 м/с
- Среднегодовая влажность воздуха — 57 %

| Показатель                    | Янв. | Фев.  | Март  | Апр.  | Май  | Июнь | Июль | Авг. | Сен. | Окт.  | Нояб. | Дек.  | Год   |
| ----------------------------- | ---- | ----- | ----- | ----- | ---- | ---- | ---- | ---- | ---- | ----- | ----- | ----- | ----- |
| Абсолютный максимум, °C       | 15,6 | 20,0  | 25,0  | 28,9  | 35,0 | 38,9 | 40,0 | 38,9 | 36,1 | 30,6  | 22,2  | 18,3  | 40,0  |
| Средний суточный максимум, °C | 1,8  | 3,2   | 8,8   | 13,8  | 19,5 | 26,0 | 31,2 | 30,2 | 23,5 | 15,2  | 7,1   | 1,2   | 15,1  |
| Средняя температура, °C       | −4,1 | −2,9  | 1,8   | 5,9   | 11,2 | 16,8 | 21,4 | 20,6 | 14,4 | 7,3   | 0,7   | −4,6  | 7,4   |
| Средний суточный минимум, °C  | −9,8 | −9,1  | −5,3  | −1,9  | 2,9  | 7,6  | 11,7 | 10,8 | 5,2  | −0,6  | −5,8  | −10,3 | −0,4  |
| Абсолютный минимум, °C        | −40  | −35,6 | −29,4 | −21,1 | −8,9 | −2,2 | −1,1 | 0,6  | −9,4 | −19,4 | −29,4 | −40,6 | −40,6 |
| Норма осадков, мм             | 13   | 15    | 21    | 33    | 51   | 41   | 36   | 22   | 27   | 28    | 19    | 12    | 318   |
| Источник: Погода и климат     |      |       |       |       |      |      |      |      |      |       |       |       |       |

## Достопримечательности
- Музей искусств Николайсена
- Геологический музей Тэйт
- Музей и историко-архитектурный ансамбль Форта Каспер
- Исследовательский центр «национальных исторических дорог»
- Центр науки и приключений штата Вайоминг
- Театры и симфонический оркестр

## Известные личности
- Мэтью Шепард
- Ричард Чейни

## В кино
- Фигурирует в комедийном вестерне режиссёра Джека Шера «Дикий и невинный»[англ.] (The Wild and the Innocent, 1959), с Оди Мёрфи и Сандрой Ди в главных ролях, где выведен в качестве небольшого посёлка середины XIX века, с нестрогими нравами, где всем заправляет коррумпированный шериф в исполнении Гилберта Роланда.
- Является родным городом главного героя сериала Девида Шора "Хороший доктор" Шона Мёрфи.